# Eriopyga ratelusia
Eriopyga ratelusia là một loài bướm đêm trong họ Noctuidae.